# Neot Kedumim

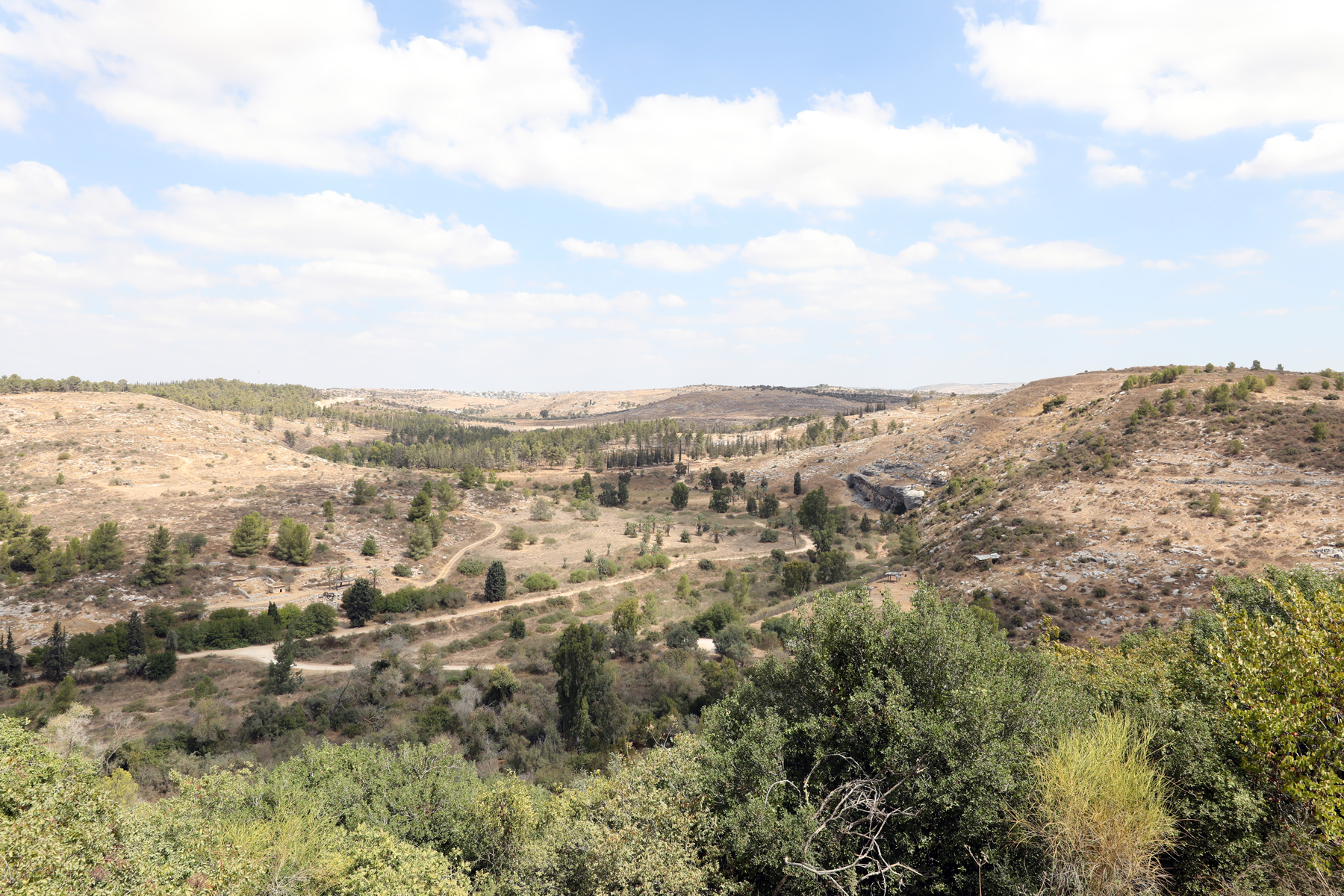
Gelände mit neu angepflanzten Bäumen

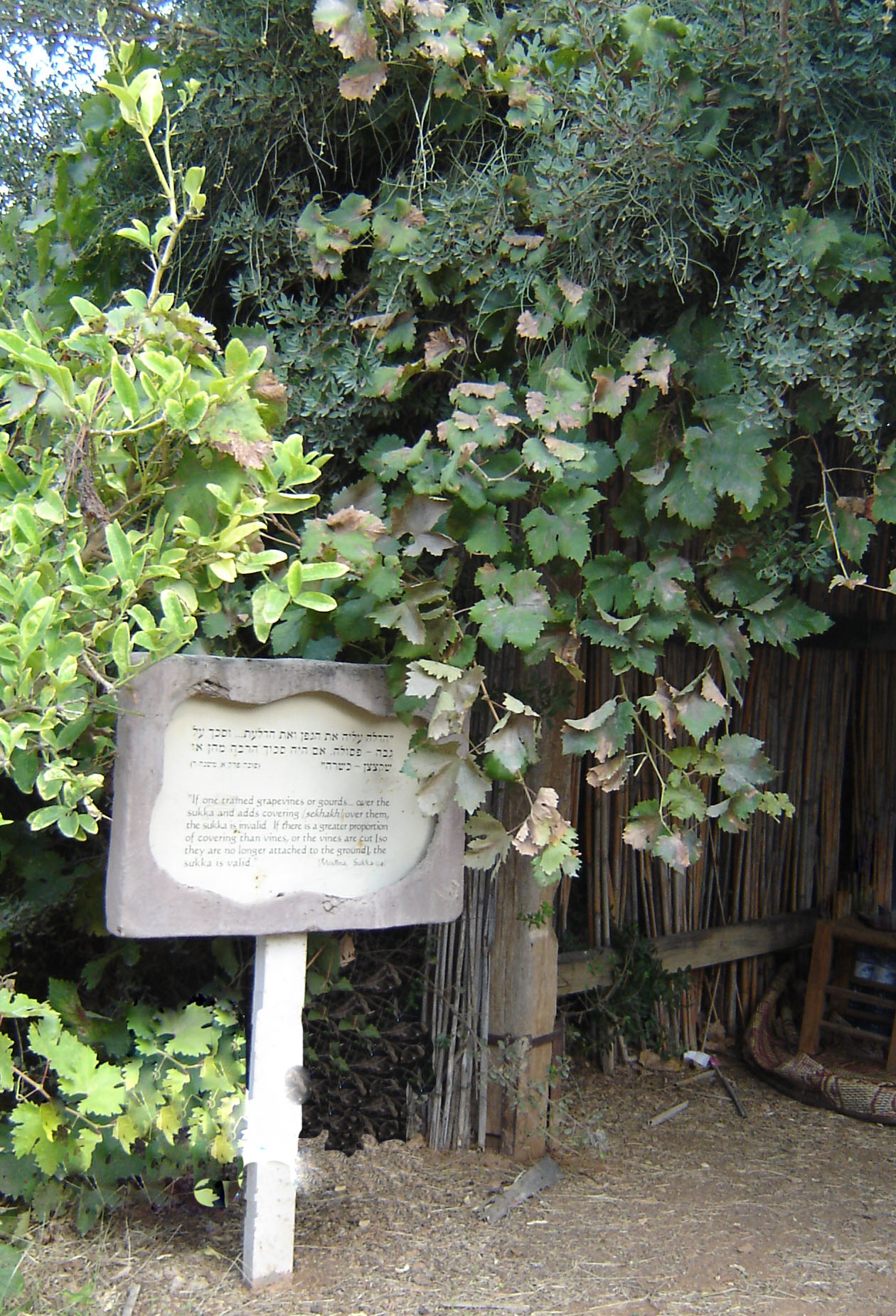
Neben der Bibel werden landwirtschaftliche Themen der jüdischen Tradition vorgestellt, hier: Die Mischna behandelt den Fall einer mit Weinreben berankten Laubhütte

Neʾot Kedumim (hebräisch נְאוֹת קְדוּמִים Nəʾōt Ḳədūmīm, deutsch ‚Auen vergangener Zeiten‘, auch … Qədūmīm) ist ein Landschaftspark in Israel. Er befindet sich an der Regionalstraße 443 in der Nähe von Modiʿin, auf halbem Wege zwischen Tel Aviv und Jerusalem, und widmet sich der Pflanzenwelt in der Hebräischen Bibel und der jüdischen Traditionsliteratur.

## Name
Der Name ist absichtsvoll mehrdeutig: altehrwürdige, schöne Auen/Wohnstätten; aber da die Wurzel ḳ-d-m nicht nur „altehrwürdig“, sondern auch „nach vorn“ bedeutet, ergibt sich eine auf die Zukunft gerichtete Programmatik.

## Geschichte des Parks
Die Vorgeschichte des Parks begann in den 1920er Jahren. Ephraim Rubinovitz (1881–1953) war Sohn des Bezirksrabbiners von Nowomoskowsk (heute Ukraine) und interessierte sich bereits als Talmudstudent für botanische Themen. Als überzeugter Zionist wanderte er 1906 ins osmanische Palästina aus und wurde Schuldirektor in Petach Tikwa. Er änderte seinen Nachnamen zu Hareʾuveni. Getrieben von dem Wunsch, sich neue Wissensbereiche zu erschließen, kehrte er nach Europa zurück. Von 1909 bis 1914 studierte er Physik, Geologie, Astronomie und Botanik an der Universität Lausanne und war in zionistischen Studentenverbindungen aktiv. Wieder in Palästina, war er als Lehrer tätig und unternahm nebenher Exkursionen zu arabischen und beduinischen Siedlungen, um sein Wissen über die Flora des Landes zu vertiefen.
1926 schenkten die Eheleute Hareʾuveni ihre private botanische Sammlung der neu gegründeten Hebräischen Universität Jerusalem. Das Biblisch-Talmudische Botanische Museum wurde dem Institut für Naturkunde des Landes Israel angegliedert. Ihre Vision eines großen „Gartens der Propheten und Rabbiner“ wie auch eines Duftgartens ließ sich seinerzeit nicht verwirklichen. Die Motivation dieses Gartenprojekts war eine zionistische: „Durch enge Vertrautheit mit der Flora des Landes entstehe ein Gefühl der Kontinuität; so erhielten die Einwanderer die Möglichkeit erneuter Einwurzelung in der alten Heimat.“
Nogah Hareʾuveni (1924–2007) konnte ab 1965 diesen Plan seiner Eltern mit politischer Unterstützung umsetzen. Ein vernachlässigtes, hügeliges Areal von 2,5 Quadratkilometern Land in der Schefela wurde aufwändig renaturiert. Besonders die Suche nach Wasser dauerte lange. Erdboden wurde in LKW-Ladungen angefahren und verteilt. Der Park bildet auch die Wüste Sinai und das Waldland des Libanongebirges nach. 1984 konnte er der Öffentlichkeit übergeben werden.
Im Jahr 1994 wurde Nogah Hareʾuveni und seinem Team der Israel-Preis in der Sektion „Besondere Leistung für Staat und Gesellschaft“ verliehen. In der Begründung der Preisverleihung hieß es dazu: „Gegenwart und Zukunft verschmelzen mit der alten Landschaft zu einem umsichtig angelegten Ganzen, worin sich der Inbegriff unseres Lebens ausgedrückt findet: Aus den Wurzeln der Vergangenheit erwächst die Zukunft.“

## Besucheraktivitäten
Es gibt die Möglichkeit, den Park selbst zu erkunden, oder man kann sich einer Führung anschließen. Bei einer ökologischen („grünen“) Tour lernen die Besucher beispielsweise, „wie das Land von Milch und Honig aussah, bevor es vernachlässigt und mißbraucht wurde, und wie wir die biblische Landschaft in ihrer einstigen Pracht wiederhergestellt haben.“
Besucher können verschiedene Aspekte antiker Landwirtschaft kennenlernen; so gibt es Zisternen, Ölpressen und Weinkeltern und eine Dreschtenne. Als Workshops werden z. B. das Weiden einer Schafherde, das Kochen biblischer Speisen, Münzen schlagen oder Weben angeboten. Es gibt Vorführungen, z. B. stellt ein Toraschreiber (Sofer) seine Kunst vor. Eine Reihe von Zeremonien können in Neʾot Kedumim stattfinden: Baumpflanzungen, Bar/Bat Mitzwa-Feiern und Hochzeiten.